# Secretaría de Salud (México)
La Secretaría de Salud es una de las veintiún secretarías de Estado que, junto con la Consejería Jurídica del Ejecutivo Federal y la Agencia de Transformación Digital y Telecomunicaciones, conforman el gabinete legal del presidente de México. Es el despacho del poder ejecutivo federal con funciones de ministerio de Salud Pública.
Es la encargada de diseñar, ejecutar y coordinar las políticas públicas en materia de servicios sanitarios. Lo anterior incluye elaborar los programas, planes y proyectos de asistencia social, servicios médicos y salubridad general a través del Sistema Nacional de Salud y en conformidad con lo establecido por la Ley General de Salud.
También tiene bajo su responsabilidad, administrar, operar y sostener las instalaciones médicas de nivel federal; regular y normar, los procesos y técnicas de salubridad y asistencia a las que se sujetaran instituciones de salud pública y privadas, incluyendo el IMSS y el ISSSTE; comandar la policía sanitaria en puertos, aeropuertos y pasos fronterizos; vincularse con la SADER y la SEMARNAT cuando la salud animal o vegetal amenace la humana; administrar el sistema educativo vinculado a las ciencias de la salud (en coordinación con la SEP); aplicar estrategias que fomenten la cultura de la salud en todos sus ámbitos, la higiene personal y la cultura física; encabezar las campañas de salud pública destinadas a prevenir o erradicar determinados problemas sanitarios, incluyendo en esto las campañas de vacunación; vigilar los procesos destinados a cuidar la integridad física de los trabajadores en todos los sectores económicos; constituir el Consejo de Salubridad General en caso de epidemias graves, adquiriendo las facultades extraordinarias que establece la ley para el despacho y que le otorga el presidente de la república, e integrándose de forma excepcional al Consejo de Seguridad Nacional; operar el Sistema Nacional para el Desarrollo Integral de la Familia y el IMSS-Bienestar; y fomentar la investigación científica y el desarrollo tecnológico vinculado a su área.

## Logotipos

Logotipo durante la presidencia de Felipe Calderón (2006-2012)
Logotipo durante la presidencia de Enrique Peña Nieto (2012-2018)
Logotipo durante la presidencia de Andrés Manuel López Obrador (2018-2024)
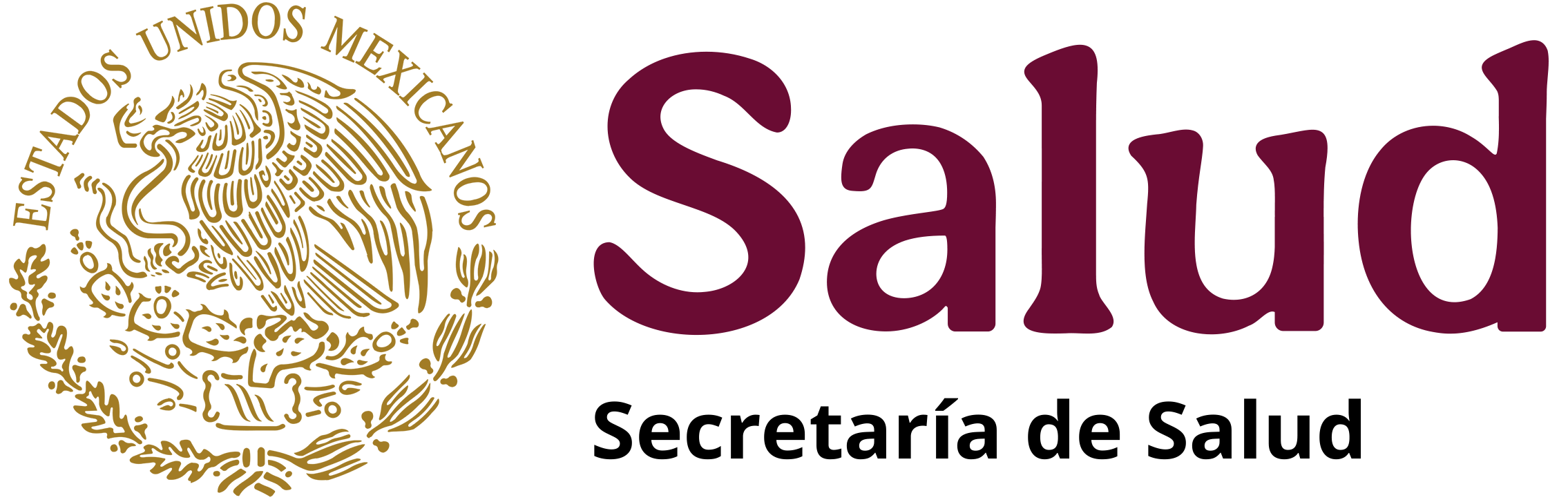
Logotipo durante la presidencia de Claudia Sheinbaum (desde 2024)

## Historia
Desde su creación en 1938 como Secretaría de Asistencia Social la secretaría ha tenido los siguientes cambios de denominación:
- (1938 - 1940): Secretaría de Asistencia Social
- (1940 - 1982): Secretaría de Salubridad y Asistencia
- (1982 - Actualidad ): Secretaría de Salud

## Funciones
Según Ley Orgánica de la Administración Pública Federal, en su artículo 39, le corresponde el despacho de las siguientes funciones:
- Conducir la política nacional en materia de asistencia social, servicios médicos y salubridad general, con excepción de lo relativo al saneamiento del ambiente; y coordinar los programas de servicios a la salud de la administración pública federal, así como los agrupamientos por funciones y programas afines que, en su caso, se determinen.
- Crear al igual que administrar establecimientos de salubridad, de asistencia pública y de terapia social en cualquier lugar del territorio nacional y organizar la asistencia pública en la Ciudad de México.
- Aplicar a la Asistencia Pública los fondos que le proporcionen la Lotería Nacional y Pronósticos para la Asistencia Pública; y administrar el patrimonio de la Beneficencia Pública en el Distrito Federal, en los términos de las disposiciones legales aplicables, a fin de apoyar los programas de servicios de salud.
- Organizar y vigilar las instituciones de beneficencia privada, en los términos de las leyes relativas, e integrar sus patronatos, respetando la voluntad de los fundadores.
- Planear, normar, coordinar y evaluar el Sistema Nacional de Salud y proveer a la adecuada participación de las dependencias y entidades públicas que presten servicios de salud, a fin de asegurar el cumplimiento del derecho.
- Ejecutar el control sobre preparación, posesión, uso, suministro, importación, exportación y distribución de drogas y productos medicinales, a excepción de los de uso veterinario que no estén comprendidos en la Convención de Ginebra.
- Poner en práctica las medidas tendientes a conservar la salud y la vida de los trabajadores del campo y de la ciudad y la higiene industrial, con excepción de lo que se relaciona con la previsión social en el trabajo.

## Organigrama

### Unidades Administrativas y Órganos Administrativos Desconcentrados
Para llevar a cabo dichas funciones, la secretaría cuenta las siguientes unidades: 
- Subsecretaría de Integración y Desarrollo del Sector Salud (SIDSS)
  - Dirección General de Planeación y Desarrollo en Salud (DGPLADES)
  - Dirección General de Información en Salud (DGIS)
  - Dirección General de Evaluación del Desempeño
  - Dirección General de Calidad y Educación en Salud (DGCES)
  - Centro Nacional de Excelencia Tecnológica en Salud  (CENETEC)

- Subsecretaría de Prevención y Promoción de la Salud (SPPS)
  - Dirección General de Promoción de la Salud (DGPS)
  - Dirección General de Epidemiología (DGE)
  - Secretariado Técnico del Consejo Nacional para la Prevención de Accidentes (STCONAPRA)
  - Centro Nacional para la Prevención y el Control de VIH/SIDA (CENSIDA)
  - Centro Nacional de Equidad de Género y Salud Reproductiva (CNEGSR)
  - Centro Nacional de Programas Preventivos y Control de Enfermedades (CENAPRECE)
  - Centro Nacional para la Salud de la Infancia y la Adolescencia (CENSIA)

- Subsecretaría de Administración y Finanzas;
  - Dirección General de Programación y Presupuesto
  - Dirección General de Tecnologías de la Información
  - Dirección General de Recursos Materiales y Servicios Generales
  - Dirección General de Recursos Humanos y Organización
  - Dirección General de Desarrollo de la Infraestructura Física

- Abogado General

- Unidad Coordinadora de Vinculación y Participación Social (UCyPS)

- Unidad de Análisis Económico (UAE)

- Dirección General de Comunicación Social (DGCS)
- Órgano Interno de Control (OIC)

- Dirección General de Relaciones Internacionales (DGRI)
- Administración del Patrimonio de la Beneficencia Pública

- Secretariado Técnico del Consejo Nacional de Salud (CONASABI)

- Comisión Federal para la Protección contra Riesgos Sanitarios (COFEPRIS)

- Comisión Nacional de Bioética (CONBIOÉTICA)

- Comisión Nacional de Arbitraje Médico (CONAMED)
- Comisión Nacional de Salud Mental y Adicciones (CONASAMA)[4]
- Comisión Coordinadora de los Institutos Nacionales de Salud y Hospitales de Alta Especialidad (CCINSHAE)
  - Dirección General de Políticas de Investigación en Salud
  - Dirección General de Coordinación de los Institutos Nacionales de Salud
  - Dirección General de Coordinación de los Hospitales Regionales de Alta Especialidad
  - Dirección General de Coordinación de los Hospitales Federales de Referencia
- Centro Nacional de Trasplantes (CENATRA)
- Centro Nacional de la Transfusión Sanguínea (CNTS)

### Organismos Públicos Descentralizados del Sector Salud
- Sistema Nacional para el Desarrollo Integral de la Familia
- Red de Servicios de Salud de Alta Especialidad (REDSAES)
  - Institutos Nacionales de Salud
    - Hospital Infantil de México Federico Gómez
    - Instituto Nacional de Salud Pública
    - Instituto Nacional de Cardiología Ignacio Chávez
    - Instituto Nacional de Cancerología
    - Instituto Nacional de Ciencias Médicas y Nutrición Salvador Zubirán
    - Instituto Nacional de Enfermedades Respiratorias Ismael Cosío Villegas
    - Instituto Nacional de Geriatría
    - Instituto Nacional de Medicina Genómica
    - Instituto Nacional de Neurología y Neurocirugía Manuel Velasco Suárez
    - Instituto Nacional de Pediatría
    - Instituto Nacional de Perinatología Isidro Espinosa de los Reyes
    - Instituto Nacional de Rehabilitación Luis Guillermo Ibarra Ibarra
    - Instituto Nacional de Psiquiatría Ramón de la Fuente Muñiz

  - Hospitales Federales de Referencia:
    - Hospital General de México Dr. Eduardo Liceaga
    - Hospital General Dr. Manuel Gea González
    - Hospital Juárez de México
    - Hospital Juárez del Centro
    - Hospital Nacional Homeopático
    - Hospital de la Mujer

  - Hospitales Regionales de Alta Espcialiadad (HRAE):
    - Centro Regional de Alta Especialidad de Chiapas
      - Hospital de Especialidades Pediátricas en Tuxtla Gutiérrez
      - Hospital Ciudad Salud en Tapachula

    - Hospital Regional de Alta Especialidad del Bajío
    - Hospital Regional de Alta Especialidad de la Península de Yucatán
    - Hospital Regional de Alta Especialidad de Ciudad Victoria "Bicentenario 2010"
    - Hospital Regional de Alta Especialidad de Oaxaca
    - Hospital Regional de Alta Especialidad de Ixtapaluca

## Lista de sus titulares

### SigloXX
Partidos políticos:      Partido de la Revolución Mexicana (1938-1946) / Partido Revolucionario Institucional (desde 1946)
| Secretario                      | N.º  | Periodo                 | Periodo                 | Presidente | Presidente                |
| ------------------------------- | ---- | ----------------------- | ----------------------- | ---------- | ------------------------- |
| Enrique Hernández Álvarez       | 1.º  | 18 de marzo de 1938     | 19 de agosto de 1938    |            | Lázaro Cárdenas           |
| Silvestre Guerrero              | 2.º  | 19 de agosto de 1938    | 30 de noviembre de 1940 |            | Lázaro Cárdenas           |
| Gustavo Baz Prada               | 3.º  | 1 de diciembre de 1940  | 30 de noviembre de 1946 |            | Manuel Ávila Camacho      |
| Rafael Pascacio Gamboa          | 4.º  | 1 de diciembre de 1946  | 30 de noviembre de 1952 |            | Miguel Alemán Valdés      |
| Ignacio Morones Prieto          | 5.º  | 1 de diciembre de 1952  | 30 de noviembre de 1958 |            | Adolfo Ruiz Cortines      |
| José Álvarez Amézquita          | 6.º  | 1 de diciembre de 1958  | 30 de noviembre de 1964 |            | Adolfo López Mateos       |
| Rafael Moreno Valle             | 7.º  | 1 de diciembre de 1964  | 22 de octubre de 1968   |            | Gustavo Díaz Ordaz        |
| Salvador Aceves Parra           | 8.º  | 22 de octubre de 1968   | 30 de noviembre de 1970 |            | Gustavo Díaz Ordaz        |
| Jorge Jiménez Cantú             | 9.º  | 1 de diciembre de 1970  | 4 de marzo de 1975      |            | Luis Echeverría Álvarez   |
| Ginés Navarro Díaz de León      | 10.º | 4 de marzo de 1975      | 30 de noviembre de 1976 |            | Luis Echeverría Álvarez   |
| Emilio Martínez Manautou        | 11.º | 1 de diciembre de 1976  | 5 de junio de 1980      |            | José López Portillo       |
| Mario Calles López Negrete      | 12.º | 5 de junio de 1980      | 30 de noviembre de 1982 |            | José López Portillo       |
| Guillermo Soberón Acevedo       | 13.º | 1 de diciembre de 1982  | 30 de noviembre de 1988 |            | Miguel de la Madrid       |
| Jesús Kumate Rodríguez          | 14.º | 1 de diciembre de 1988  | 30 de noviembre de 1994 |            | Carlos Salinas de Gortari |
| Juan Ramón de la Fuente         | 15.º | 1 de diciembre de 1994  | 17 de noviembre de 1999 |            | Ernesto Zedillo           |
| José Antonio González Fernández | 16.º | 17 de noviembre de 1999 | 30 de noviembre de 2000 |            | Ernesto Zedillo           |

### SigloXXI
Partidos políticos:      Partido Acción Nacional      Partido Revolucionario Institucional      Morena
| Secretario | Secretario | Secretario                             | N.º  | Periodo                                         | Duración                   | Presidente | Presidente                  |
| ---------- | ---------- | -------------------------------------- | ---- | ----------------------------------------------- | -------------------------- | ---------- | --------------------------- |
|            |            | Julio Frenk Mora (1953)                | 17.º | 1 de diciembre de 2000-30 de noviembre de 2006  | 5 años, 11 meses y 29 días |            | Vicente Fox                 |
|            |            | José Ángel Córdova Villalobos (1953)   | 18.º | 1 de diciembre de 2006-9 de septiembre de 2011  | 4 años, 9 meses y 8 días   |            | Felipe Calderón             |
|            |            | Salomón Chertorivski Woldenberg (1974) | 19.º | 9 de septiembre de 2011-30 de noviembre de 2012 | 1 año, 2 meses y 21 días   |            | Felipe Calderón             |
|            |            | Mercedes Juan López (1943)             | 20.º | 1 de diciembre de 2012-8 de febrero de 2016     | 3 años, 2 meses y 7 días   |            | Enrique Peña Nieto          |
|            |            | José Narro Robles (1948)               | 21.º | 8 de febrero de 2016-30 de noviembre de 2018    | 2 años, 9 meses y 22 días  |            | Enrique Peña Nieto          |
|            |            | Jorge Alcocer Varela (1946)            | 22.º | 1 de diciembre de 2018-30 de septiembre de 2024 | 5 años, 9 meses y 29 días  |            | Andrés Manuel López Obrador |
|            |            | David Kershenobich Stalnikowitz (1942) | 23.º | Desde el 1 de octubre de 2024                   | 10 meses y 5 días          |            | Claudia Sheinbaum           |